# Francofurtia
Die Francofurtia, gelegentlich auch Frankofurtia geschrieben, ist die weibliche Personifizierung der Stadt Frankfurt am Main. Sie kam im 18. Jahrhundert auf und findet sich als allegorische Darstellung auf verschiedenen Fassaden, Denkmälern und Grabsteinen in Frankfurt, sowie auf Münzen, Banknoten, Medaillen, Briefmarken und Postkarten. Attribute können Stadtmauerkrone, Wappenschild mit dem Frankfurter Adler, die Goldene Bulle, Gesetzbuch, der Frankfurter Pfarrturm, Palmwedel sowie Reichskleinodien wie das Reichszepter oder das Schwert Karls des Großen sein. Die bekannteste Darstellung findet sich an der Ecke des Hauses Alt-Limpurg, das zum Gebäudekomplex des Frankfurter Rathauses Römer gehört.

## Beispiele

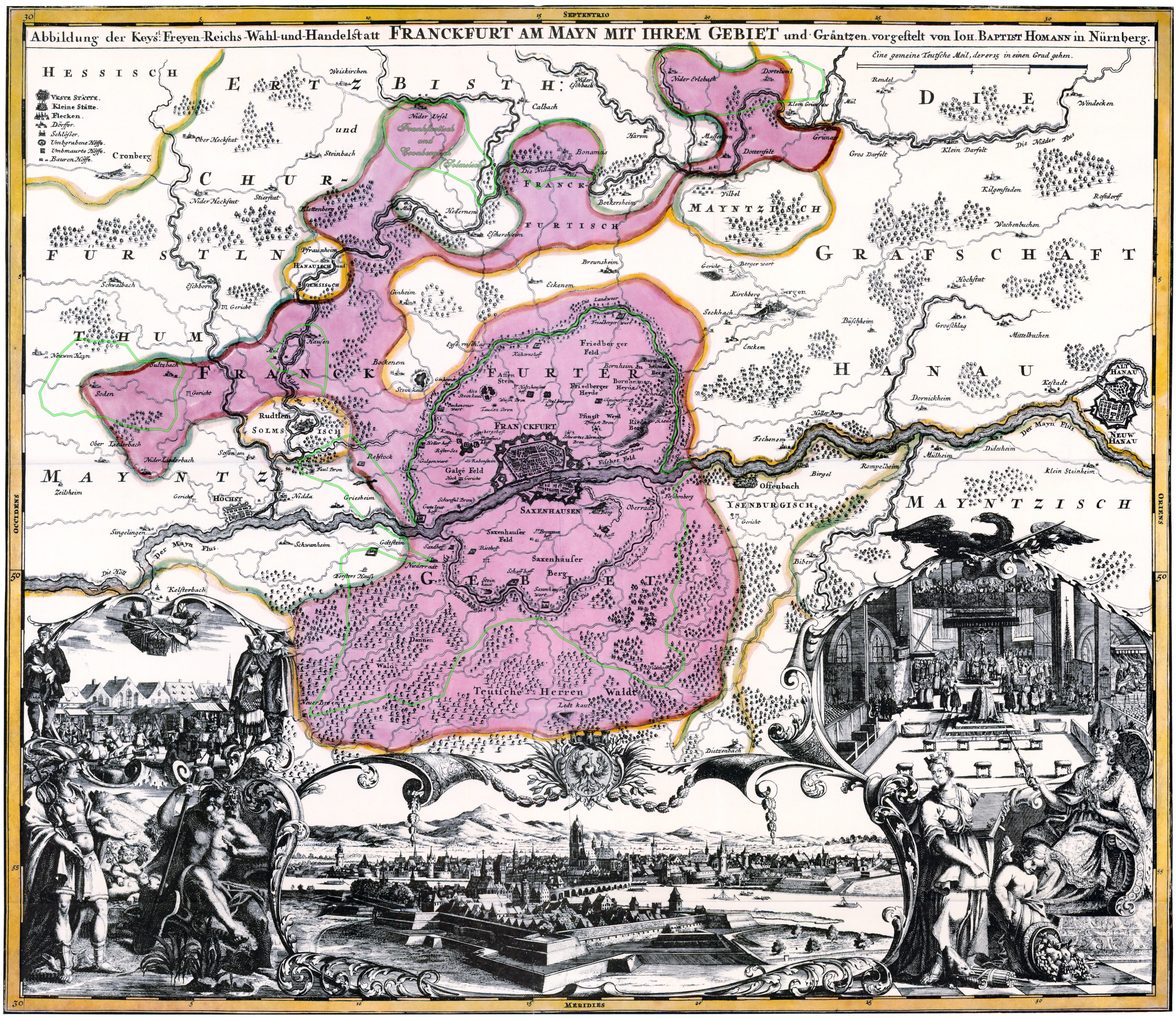
Frankfurter Homann-Karte von 1712
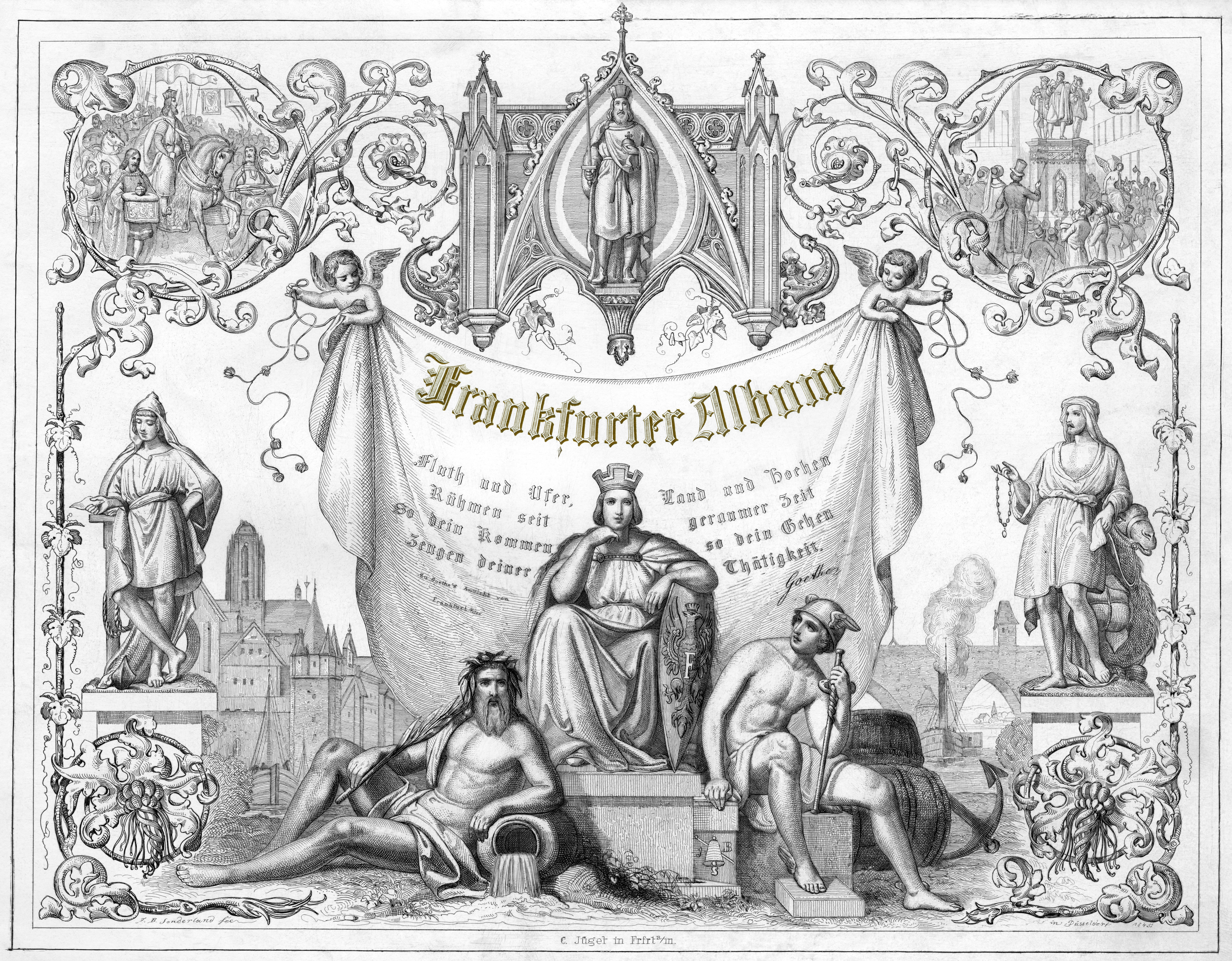
Titelblatt des Frankfurter Albums von Johann Baptist Sonderland, 1845
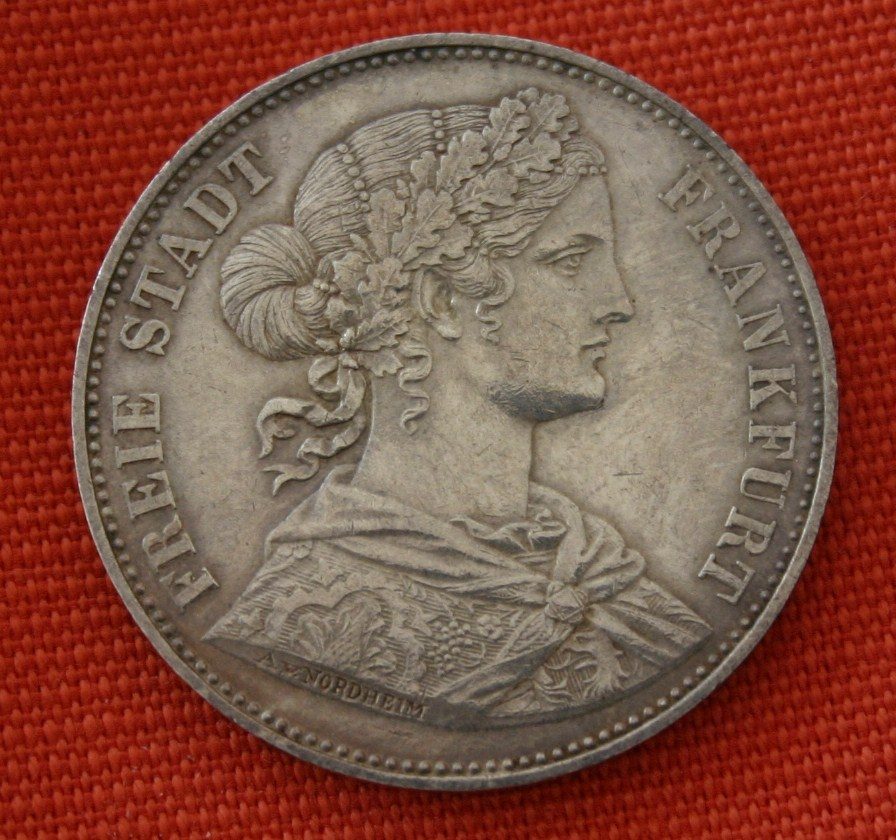
Frankfurter Vereinstaler von 1865 (Entwurf von August von Nordheim, 1857)
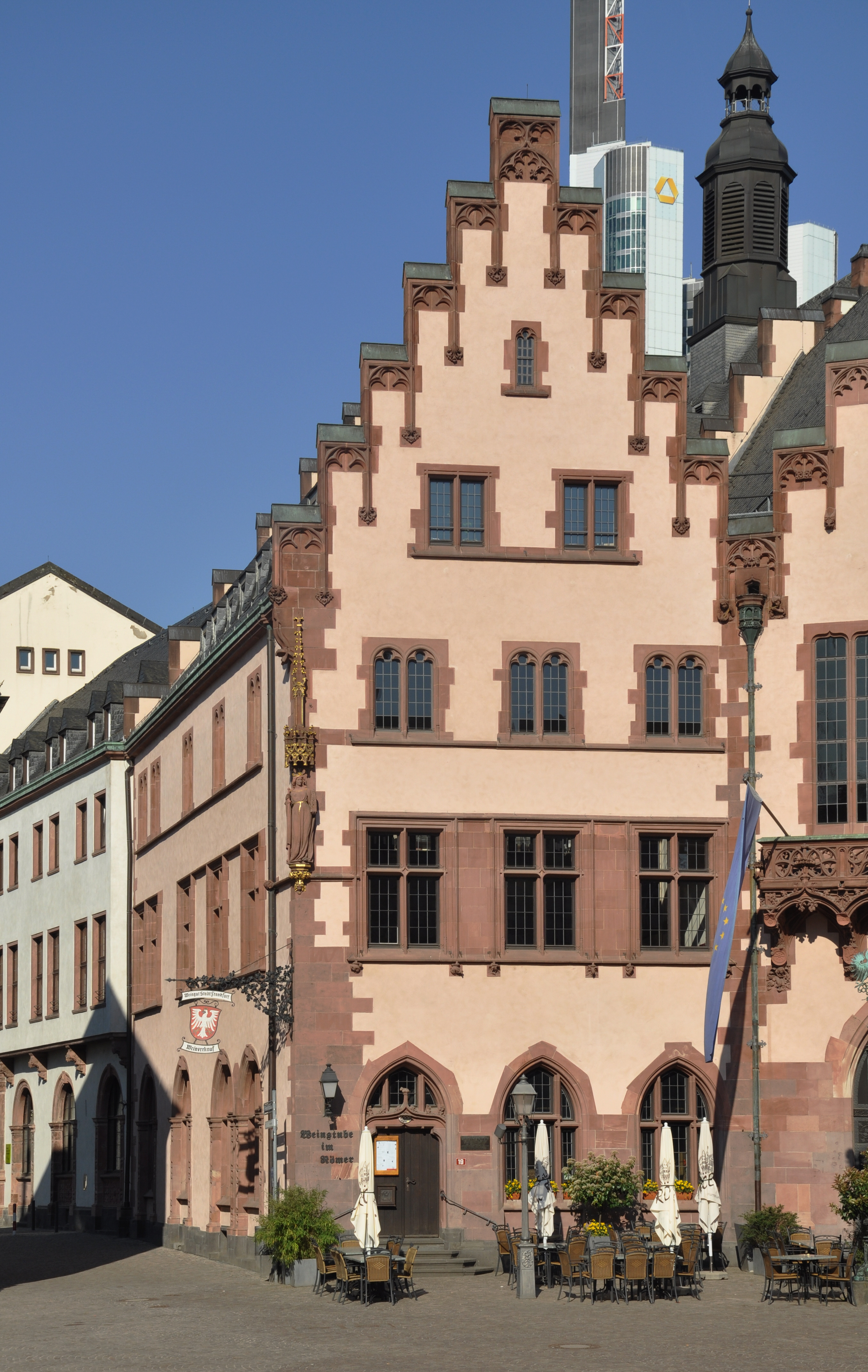
Haus Alt-Limpurg
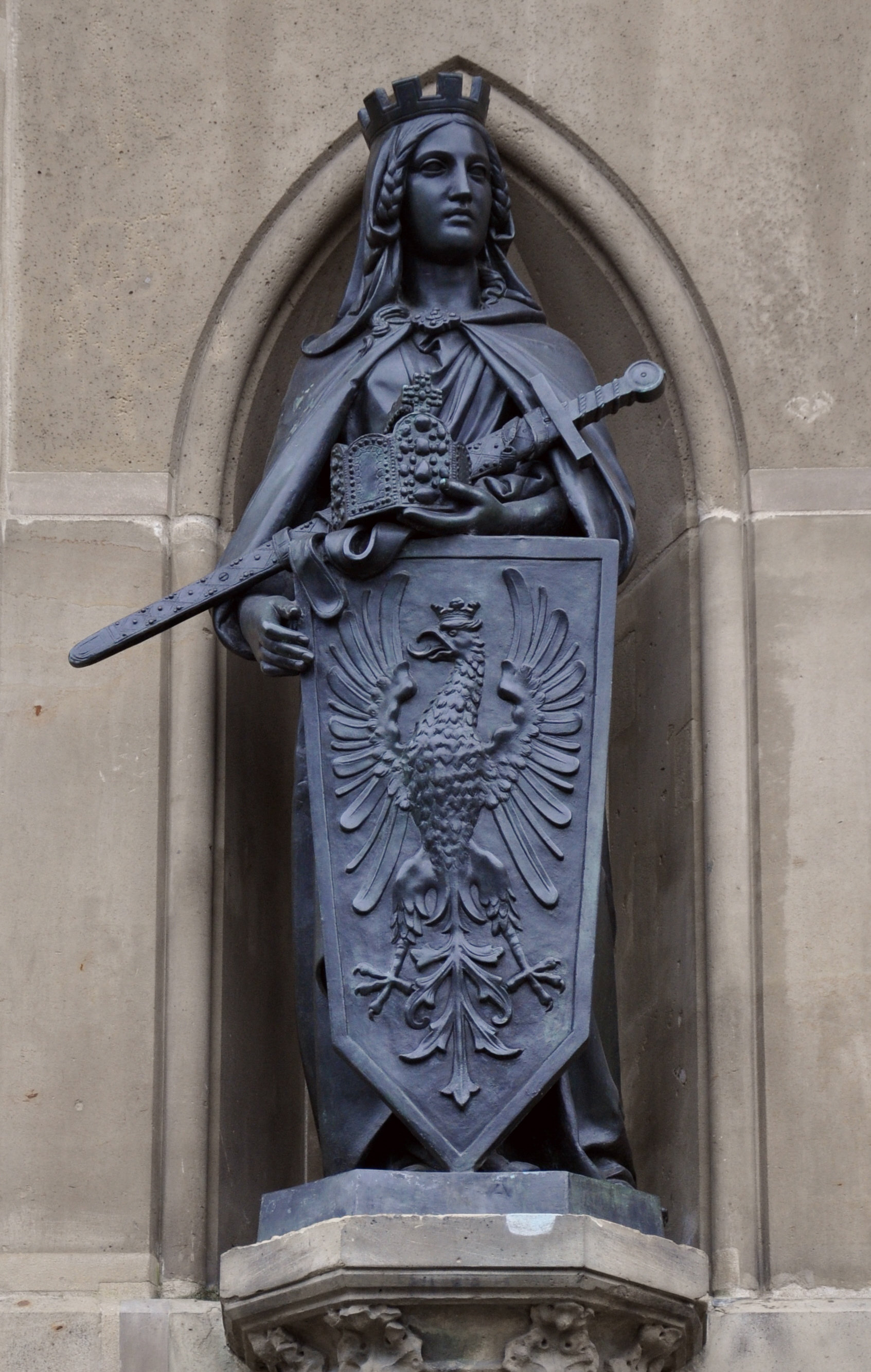
Gutenberg-Denkmal auf dem Roßmarkt
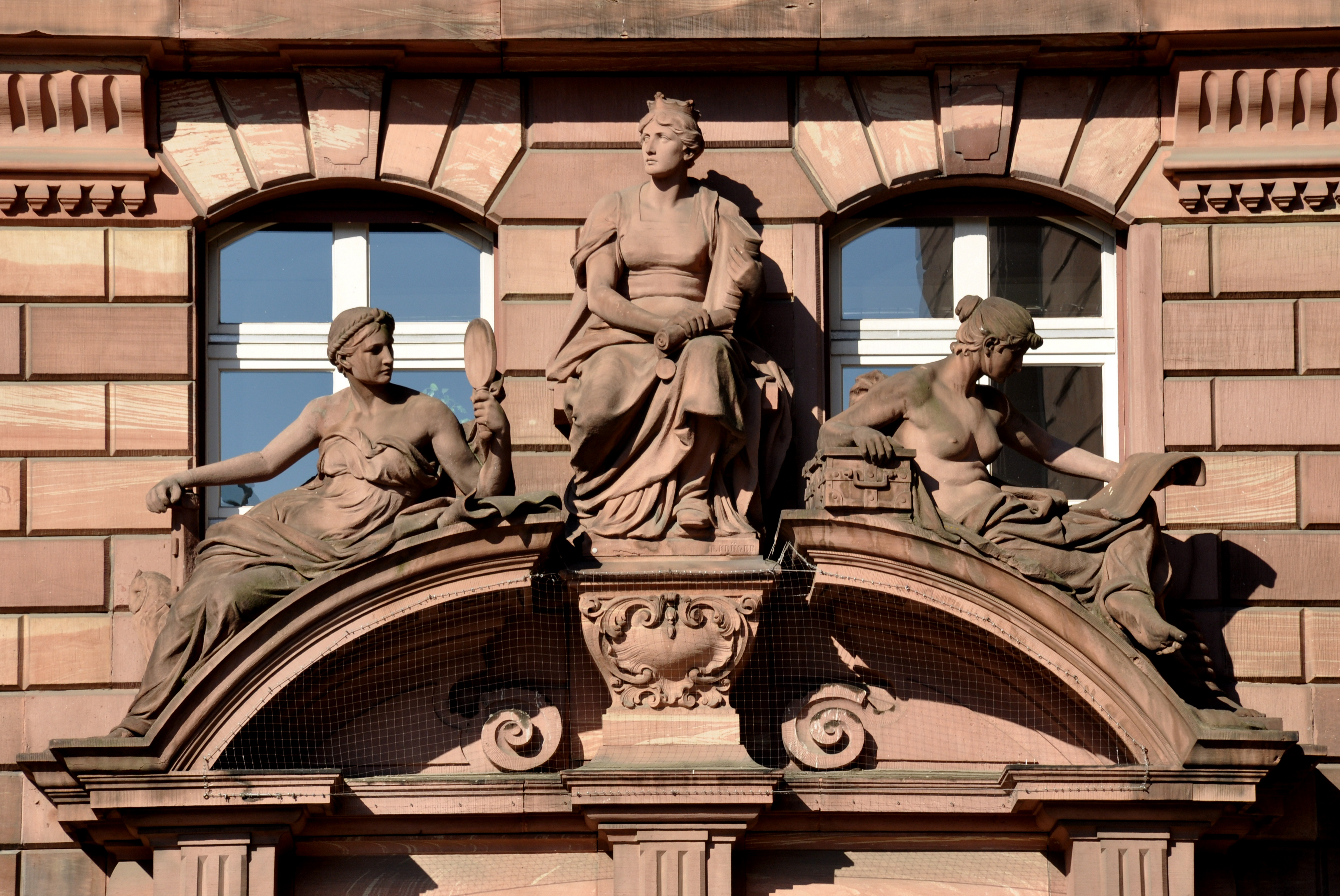
Portal Rathaus-Nordbau (zwischen der Voraussicht und der Sparsamkeit)

Das älteste, belegbare Auftauchen der Francofurtia ist die Vignette rechts unten auf der Frankfurter Homann-Karte von 1712, dargestellt mit Mauerkrone und Buch.
Beispiele für Münzen, Banknoten, Briefmarken und Medaillen sind:
- Der Frankfurter Vereinsthaler von 1865
- Die von 1952 bis 1976 verliehene Form der Ehrenplakette der Stadt Frankfurt am Main,[2] die Richard Scheibe gestaltet hat.
- Der 35-Gulden-Schein aus dem Jahre 1855, ausgegeben von der Frankfurter Bank.[3]
- Die 2-Pfennig-Marke der Frankfurter Privat-Brief-Verkehrs-Anstalt, die 1888 aufgelegt wurde.

Im Frankfurter Stadtgebiet findet sich die Francofurtia unter anderem an diesen Gebäuden und Denkmälern:
- An der Ecke des Hauses Alt-Limpurg (Limpurger Gasse Ecke Römerberg), geschaffen vom Bildhauer Franz Krüger, 1897/98
- Auf dem Portal des Römer-Nordbaus am Paulsplatz ebenfalls von Franz Krüger, umrahmt von der Voraussicht und der Sparsamkeit
- Am Gutenberg-Denkmal von Eduard Schmidt von der Launitz, 1840/58
- Am Bethmann-Denkmal von ebenfalls Eduard Schmidt von der Launitz, 1864/68
- Am Sockel des Stoltze-Brunnens von Friedrich Schierholz, 1895